# Colonias en la antigüedad

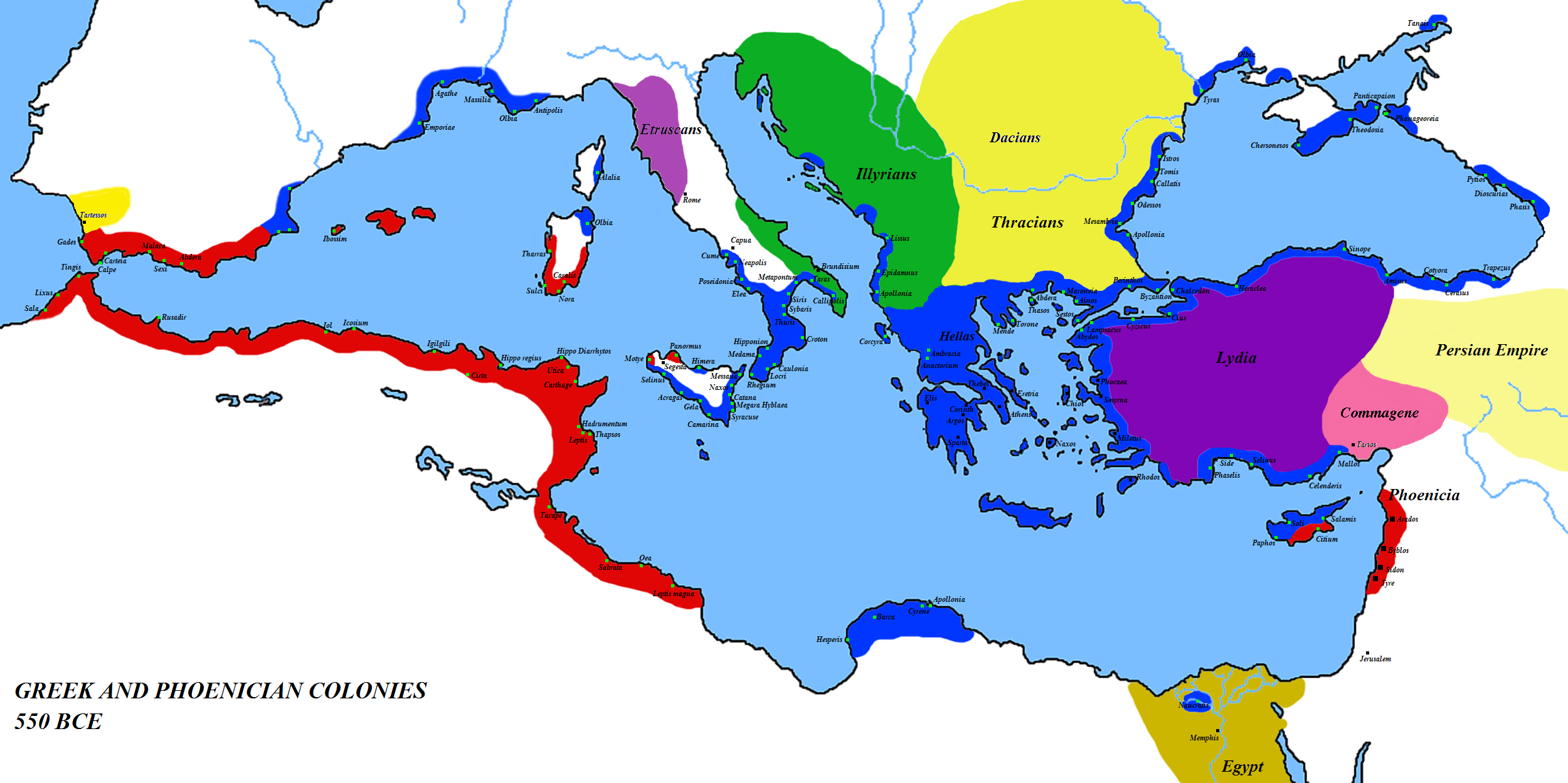
El Mediterráneo durante el Asentamientos fenicios en rojo, áreas griegas en azul y otros territorios marcados.

Las colonias en la antigüedad eran las ciudades-estado que se construían después de la Edad de Hierro, estos asentamientos eran fundados por una ciudad madre.
Durante la Edad Antigua, grupos de griegos, fenicios y romanos salieron de sus lugares de origen con el objetivo de crear nuevas ciudades en las que poder seguir desarrollando sus formas de vida habituales, al tiempo que se les abrían a los desplazados unas mejores condiciones sociales y económicas.

## Colonias egipcias
Desde el 3.200 a. C. los egipcios se empezaron a asentar en Oriente Próximo, donde fundaron numerosas colonias, entre ellas Canaán, los militares egipcios tenían gran interés por la zona, ya que esta región era rica en minerales exportados, cobre, betún, madera, resinas de árboles, vino, aceite de oliva, entre otros productos.También hay que destacar al vecino de Egipto, Nubia, esta región fue clave para que los egipcios crearan nuevas rutas comerciales, alrededor del 1550 a. C. toda la región de Nubia quedó bajo control egipcio.

## Colonias fenicias
Con el nacimiento de los fenicios, estos comenzaron a expandirse por todo el Mediterráneo, convirtiéndose en grandes comerciantes, los fenicios se fijaron sobre todo en el Mediterráneo occidental, donde crearon asentamientos en Cerdeña, Sicilia y el suroeste de España. El favorecedor clima que se presentaba en la zona fue clave para que los fenicios se asentaran en el lugar, quienes desde el siglo XV o XIV a. C. venían a comerciar y a establecer mercados permanentes, especialmente en la costa de Andalucía.